# Masbate (isola)
Masbate è una delle tre maggiori isole della Provincia di Masbate, nelle Filippine.
Le altre due grandi isole sono l'isola di Ticao e l'isola di Burias. Con una superficie di 3.268 km² l'isola si classifica al 155º posto tra le isole più grandi del mondo e con 555.000 abitanti è anche la 59º al mondo per popolazione.